# Gamma Comae Berenices
Gamma Comae Berenices (15 Comae Berenices) é uma estrela na direção da constelação de Coma Berenices. Possui uma ascensão reta de 12h 26m 56.33s e uma declinação de +28° 16′ 07.0″. Sua magnitude aparente é igual a 4.35. Considerando sua distância de 170 anos-luz em relação à Terra, sua magnitude absoluta é igual a 0.76. Pertence à classe espectral K2IIICN+....